# Nesophrosyne marginalis
Nesophrosyne marginalis är en insektsart som beskrevs av Henry Fairfield Osborn 1935. Nesophrosyne marginalis ingår i släktet Nesophrosyne och familjen dvärgstritar. Inga underarter finns listade i Catalogue of Life.